# Zavet
Zavet (in bulgaro Завет?) è un comune bulgaro situato nella Regione di Razgrad di 15 243 abitanti (dati 2009). La sede comunale è nella località omonima

## Località
Il comune è formato dall'insieme delle seguenti località:
- Brestovene
- Ivan Šišmanovo
- Ostrovo
- Prelez
- Suševo
- Veselec
- Zavet (sede comunale)